# سيرينا إيفانز
سيرينا إيفانز (بالإنجليزية: Serena Evans)‏ هي ممثلة بريطانية، ولدت في 2 ديسمبر 1959 في المملكة المتحدة.

## وصلات خارجية
- سيرينا إيفانز على موقع IMDb (الإنجليزية)
- سيرينا إيفانز على موقع ألو سيني (الفرنسية)
- سيرينا إيفانز على موقع أول موفي (الإنجليزية)
- سيرينا إيفانز على موقع قاعدة بيانات الفيلم (الإنجليزية)
- سيرينا إيفانز على موقع كينوبويسك (الروسية)